# Hulemacanthus whitei
Hulemacanthus whitei är en akantusväxtart som beskrevs av Spencer Le Marchant Moore. Hulemacanthus whitei ingår i släktet Hulemacanthus och familjen akantusväxter. Inga underarter finns listade i Catalogue of Life.